# Woononderzoek Nederland
Het Woononderzoek Nederland (WoON) is met circa 40.000 enquêtes een van de omvangrijkste steekproefonderzoeken in Nederland en geeft inzicht in de samenstelling van huishoudens, de huisvestingssituatie, de woonwensen en het verhuisgedrag.
Het is voortgekomen uit de algemene woning- en volkstellingen en wordt al sinds 1964 om de 4 jaar gehouden. 
De resultaten van het onderzoek vormen een belangrijke basis voor het woonbeleid van de Nederlandse overheid. Met het Woononderzoek Nederland kan een relatie worden gelegd tussen kenmerken van huishoudens (waaronder het inkomen), karakteristieken van de woonsituatie, en de persoonlijke beleving daarvan.

## Inhoud
Het WoON richt zich op de belangrijkste aspecten van het wonen:
- passen de woonlasten bij de inkomens
- past het woningtype bij het huishoudentype
- sluit de kwaliteit van de woonomgeving aan bij de wensen van de huishoudens.

De voortgaande vergrijzing maakt het noodzakelijk ook goed naar de geschiktheid van het woningaanbod te kijken voor oudere huishoudens. Andere belangrijke onderwerpen zijn de leefbaarheid van wijken en de tevredenheid met de woonomgeving en voorzieningen in de buurt.

## Methode
In het onderzoek worden 40.000 personen van 18 jaar en ouder in Nederland geïnterviewd. De steekproef vormt een dwarsdoorsnede van de bevolking. De deelnemers worden op verschillende manieren benaderd: 
- in persoon, bij de respondent thuis (CAPI, computer-assisted personal interviewing)
- telefonisch (CATI, computer-assisted telephone interviewing)
- via internet (CAWI, computer-assisted web interviewing)

Bovendien wordt het interview in verschillende talen afgenomen; niet alleen in het Nederlands, maar ook in het Turks en Arabisch.